# Communauté de communes du Limouxin
La Communauté de communes du Limouxin est une structure intercommunale française, située dans le département de l'Aude. Elle a été créée le 1er janvier 2014. Elle regroupe 76 communes et 27 762 habitants. Les communes concernées partagent un certain nombre de compétences. Son siège se trouve à Limoux.

## Historique
La Communauté de communes du Limouxin est issue de la fusion intervenue le 1er janvier 2014 des communautés de communes du Limouxin et du St-Hilairois (35 communes), des Coteaux du Razès (10 communes) et du Razès Malepère (13 communes).
Le 1er janvier 2015, les communes de Brézilhac, Fenouillet-du-Razès, Ferran et Hounoux quittent la communauté de communes pour intégrer la communauté de communes Piège-Lauragais-Malepère.
Le 1er janvier 2017, les communes de l'ancienne communauté de communes Pays de Couiza intègrent la communauté de communes.

## Géographie
La communauté de communes est située à l'ouest du département de l'Aude. Elle est bordée par les communautés de communes de Piège Lauragais Malepère au nord-ouest, des Pyrénées audoises au sud-ouest, de la Région Lézignanaise, Corbières et Minervois au sud-est et de la communauté d'agglomération Carcassonne Agglo au nord.

## Composition
La communauté de communes est composée des 76 communes suivantes :

| Nom                                    | Code Insee | Gentilé                         | Superficie (km2) | Population (dernière pop. légale) | Densité (hab./km2) |
| -------------------------------------- | ---------- | ------------------------------- | ---------------- | --------------------------------- | ------------------ |
| Limoux (siège)                         | 11206      | Limouxins                       | 32,41            | 10 339 (2022)                     | 319                |
| Ajac                                   | 11003      | Ajacois                         | 5,29             | 198 (2022)                        | 37                 |
| Alaigne                                | 11004      | Alaignois                       | 13,86            | 331 (2022)                        | 24                 |
| Alet-les-Bains                         | 11008      | Aletois                         | 23,54            | 384 (2022)                        | 16                 |
| Antugnac                               | 11010      | Antugnacois                     | 9,49             | 292 (2022)                        | 31                 |
| Arques                                 | 11015      | Arquois                         | 18,53            | 253 (2022)                        | 14                 |
| Belcastel-et-Buc                       | 11029      | Belbucois                       | 14,15            | 60 (2022)                         | 4,2                |
| Bellegarde-du-Razès                    | 11032      | Bellegardiens                   | 6,41             | 252 (2022)                        | 39                 |
| Belvèze-du-Razès                       | 11034      | Belvézois                       | 4,52             | 841 (2022)                        | 186                |
| La Bezole                              | 11039      | Bezolais                        | 6,51             | 47 (2022)                         | 7,2                |
| Bouriège                               | 11045      | Bouriégeois                     | 10,65            | 151 (2022)                        | 14                 |
| Bourigeole                             | 11046      | Bourigeolois                    | 9,08             | 55 (2022)                         | 6,1                |
| Brugairolles                           | 11053      | Brugairollais                   | 8,47             | 301 (2022)                        | 36                 |
| Bugarach                               | 11055      | Bugarachois                     | 26,62            | 242 (2022)                        | 9,1                |
| Cailhau                                | 11058      | Cailhautais                     | 9,76             | 250 (2022)                        | 26                 |
| Cailhavel                              | 11059      | Cailhavelais                    | 5,34             | 150 (2022)                        | 28                 |
| Cambieure                              | 11061      | Cambieurois                     | 3,2              | 322 (2022)                        | 101                |
| Camps-sur-l'Agly                       | 11065      | Campois                         | 26,35            | 61 (2022)                         | 2,3                |
| Cassaignes                             | 11073      | Cassaignols                     | 3,74             | 59 (2022)                         | 16                 |
| Castelreng                             | 11078      | Castelrengois                   | 11,02            | 207 (2022)                        | 19                 |
| Caunette-sur-Lauquet                   | 11082      | Caunettois                      | 4,97             | 11 (2022)                         | 2,2                |
| Cépie                                  | 11090      | Cépinois                        | 6,61             | 603 (2022)                        | 91                 |
| Clermont-sur-Lauquet                   | 11094      | Clermontains                    | 18,29            | 30 (2022)                         | 1,6                |
| Couiza                                 | 11103      | Couizanais                      | 6,77             | 1 130 (2022)                      | 167                |
| Cournanel                              | 11105      | Cournanélois                    | 6,34             | 664 (2022)                        | 105                |
| La Courtète                            | 11108      | Courtétois                      | 5,47             | 48 (2022)                         | 8,8                |
| Coustaussa                             | 11109      | Coustaussans                    | 4,47             | 50 (2022)                         | 11                 |
| Cubières-sur-Cinoble                   | 11112      | Cubiérols                       | 14,48            | 81 (2022)                         | 5,6                |
| La Digne-d'Amont                       | 11119      | Dignois-d'Amont                 | 3,61             | 290 (2022)                        | 80                 |
| La Digne-d'Aval                        | 11120      | Dignais                         | 3,14             | 526 (2022)                        | 168                |
| Donazac                                | 11121      | Donazacois                      | 5,06             | 111 (2022)                        | 22                 |
| Escueillens-et-Saint-Just-de-Bélengard | 11128      | Escueillengardois               | 11,2             | 151 (2022)                        | 13                 |
| Festes-et-Saint-André                  | 11142      | Festandréens                    | 18,07            | 187 (2022)                        | 10                 |
| Fourtou                                | 11155      | Fortonais                       | 20,46            | 78 (2022)                         | 3,8                |
| Gaja-et-Villedieu                      | 11158      | Gajanois                        | 7,75             | 309 (2022)                        | 40                 |
| Gardie                                 | 11161      | Gardinois                       | 4,65             | 128 (2022)                        | 28                 |
| Gramazie                               | 11167      | Gramaziais                      | 2                | 128 (2022)                        | 64                 |
| Greffeil                               | 11169      | Greffeillois                    | 13,67            | 94 (2022)                         | 6,9                |
| Ladern-sur-Lauquet                     | 11183      | Ladernois                       | 24,64            | 257 (2022)                        | 10                 |
| Lauraguel                              | 11197      | Lauraguélois                    | 7,01             | 621 (2022)                        | 89                 |
| Lignairolles                           | 11204      | Lignairollois                   | 7,31             | 34 (2022)                         | 4,7                |
| Loupia                                 | 11207      | Loupianais                      | 4,46             | 253 (2022)                        | 57                 |
| Luc-sur-Aude                           | 11209      | Lucois                          | 7,67             | 253 (2022)                        | 33                 |
| Magrie                                 | 11211      | Magriains                       | 9,95             | 543 (2022)                        | 55                 |
| Malras                                 | 11214      | Malrassiens                     | 4,22             | 437 (2022)                        | 104                |
| Malviès                                | 11216      | Malviais                        | 7,22             | 362 (2022)                        | 50                 |
| Mazerolles-du-Razès                    | 11228      | Mazerollais                     | 8,22             | 154 (2022)                        | 19                 |
| Missègre                               | 11235      | Missegrais                      | 7,28             | 64 (2022)                         | 8,8                |
| Montazels                              | 11240      | Montazelois                     | 4,39             | 537 (2022)                        | 122                |
| Montgradail                            | 11246      | Montgradaillais                 | 4,48             | 49 (2022)                         | 11                 |
| Monthaut                               | 11247      | Monthautiens                    | 7,01             | 37 (2022)                         | 5,3                |
| Pauligne                               | 11274      | Paulignois                      | 6,06             | 363 (2022)                        | 60                 |
| Peyrolles                              | 11287      | Peyrollais                      | 14,49            | 89 (2022)                         | 6,1                |
| Pieusse                                | 11289      | Pieussans                       | 12,92            | 967 (2022)                        | 75                 |
| Pomy                                   | 11294      | Pominois                        | 6                | 51 (2022)                         | 8,5                |
| Rennes-le-Château                      | 11309      | Rennains                        | 14,68            | 87 (2022)                         | 5,9                |
| Rennes-les-Bains                       | 11310      | Rennois                         | 18,77            | 224 (2022)                        | 12                 |
| Roquetaillade-et-Conilhac              | 11323      | Roquetailladois et Conilhaciens | 15,8             | 269 (2022)                        | 17                 |
| Routier                                | 11328      | Routiérois                      | 11,27            | 234 (2022)                        | 21                 |
| Saint-Couat-du-Razès                   | 11338      | Coatiens                        | 6,4              | 43 (2022)                         | 6,7                |
| Saint-Hilaire                          | 11344      | Saint-Hilarois                  | 23,02            | 713 (2022)                        | 31                 |
| Saint-Martin-de-Villereglan            | 11355      | Villereglanais                  | 9,38             | 386 (2022)                        | 41                 |
| Saint-Polycarpe                        | 11364      | Saint-Polycarpiens              | 13,81            | 160 (2022)                        | 12                 |
| Seignalens                             | 11375      | Seignalénois                    | 6,17             | 30 (2022)                         | 4,9                |
| La Serpent                             | 11376      | Serpentois                      | 9,59             | 95 (2022)                         | 9,9                |
| Serres                                 | 11377      | Serrains                        | 4,06             | 88 (2022)                         | 22                 |
| Sougraigne                             | 11381      | Sougraignois                    | 18,43            | 127 (2022)                        | 6,9                |
| Terroles                               | 11389      | Terrolais                       | 6,63             | 14 (2022)                         | 2,1                |
| Tourreilles                            | 11394      | Tourreillois                    | 6,29             | 132 (2022)                        | 21                 |
| Valmigère                              | 11402      | Valmigerois                     | 5,94             | 27 (2022)                         | 4,5                |
| Véraza                                 | 11406      | Vérazanais                      | 14,66            | 32 (2022)                         | 2,2                |
| Villar-Saint-Anselme                   | 11415      | Villarois                       | 5,88             | 117 (2022)                        | 20                 |
| Villardebelle                          | 11412      | Villardebellois                 | 13,14            | 61 (2022)                         | 4,6                |
| Villarzel-du-Razès                     | 11417      | Villarzelois                    | 12,6             | 95 (2022)                         | 7,5                |
| Villebazy                              | 11420      | Villebaziens                    | 12,18            | 140 (2022)                        | 11                 |
| Villelongue-d'Aude                     | 11427      | Villelonguais                   | 13,11            | 314 (2022)                        | 24                 |

## Démographie
| 1968   | 1975   | 1982   | 1990   | 1999   | 2010   | 2015   | 2021   |
| ------ | ------ | ------ | ------ | ------ | ------ | ------ | ------ |
| 25 279 | 24 716 | 24 367 | 24 842 | 24 671 | 27 252 | 27 727 | 27 762 |

## Organisation

### Conseil communautaire
Le conseil communautaire compte 81 sièges répartis en fonction du nombre d'habitants de chaque commune. Avant les élections municipales de 2014, ce sont les conseils municipaux de chaque commune qui élisent les membres du conseil communautaire. 

### Président
Le président de la communauté de communes est élu par le conseil communautaire. 
| Période  | Période  | Identité      | Étiquette | Qualité                        |
| -------- | -------- | ------------- | --------- | ------------------------------ |
| mai 2014 | En cours | Pierre Durand | PS        | 1er adjoint au maire de Limoux |

## Compétences
L'intégralité des compétences obligatoires, optionnelles et facultatives des communautés de communes fusionnées est transférée au nouvel EPCI à compter du 1er janvier 2014. Les compétences pourront être modifiées par le conseil communautaire de la communauté de communes issue de la fusion. La communauté de communes exerce de plein droit, en lieu et place des communes membres pour la conduite d'actions communautaires pour les compétences suivantes.

### Compétences obligatoires
- Aménagement de l'espace : réserves foncières, SCOT, étude et création de ZAC d'intérêt communautaire, sentiers de randonnées, transport interurbain, développement des énergies renouvelables, résorption des zones blanches en haut-débit, charte forestière,
- Actions de développement économique : aménagement de zones d'activités, développement économique d'intérêt communautaire, tourisme,

### Compétences optionnelles
- Protection et mise en valeur de l'environnement (gestion des déchets),
- Assainissement (SPANC),
- Politique de logement et du cadre de vie,
- Voirie d'intérêt communautaire,
- Construction, entretien et fonctionnement d'équipements culturels et sportifs et d'équipement de l'enseignement préélémentaire et élémentaire,
- Action sociale d'intérêt communautaire

### Compétences facultatives
- Politique en destination de la jeunesse,
- Prestations de services.